# Краснознаменська сільська рада (Кур'їнський район)
Кра́снозна́менська сільська рада (рос. Краснознаменский сельский совет) — сільське поселення у складі Ку'їнського району Алтайського краю Росії.
Адміністративний центр — село Краснознаменка.

## Населення
Населення — 838 осіб (2019; 1063 в 2010, 1381 у 2002).

## Склад
До складу сільської ради входять:
| Населений пункт           | Населення, осіб (2002) | Населення, осіб (2010) |
| ------------------------- | ---------------------- | ---------------------- |
| Краснознаменка, село      | 1153                   | 926                    |
| Краснознаменський, селище | 162                    | 94                     |
| Новознаменка, селище      | 66                     | 43                     |